# Adibou et les Voleurs d'énergie
Adibou et les Voleurs d'énergie est un jeu vidéo de plates-formes ludo-éducatif développé par Coktel Vision et édité par VU Games, sorti en 2004 sur Windows et PlayStation 2.

## Voix françaises
- Dolly Vanden : Adibou
- Pierre-Alain de Garrigues : Bizbi et l'antagoniste

## Accueil
Le jeu a été testé dans PlayStation 2 Magazine UK et a reçu la note de 5/10.